# Régina
Régina es una comuna ubicada al noreste de la Guayana Francesa. Con una extensión de 12.130 km², es la segunda comuna más grande de Francia. Tiene una población de 904 habitantes (en 2011).
Su capital, Régina, se ubica a un costado del río Approuague y desde la construcción de un puente sobre el río en 2003 y de un camino asfaltado desde Régina hasta Saint-Georges-de-l'Oyapock (en la frontera con Brasil) en 2004, ahora es posible recorrer por carretera desde Saint-Laurent-du-Maroni (en la frontera con Surinam) hasta Saint-Georges, pasando por Cayena.
El nombre de la comuna proviene de Louis Athanase Theophane Régina.